# Kiatkamol Lata
Kiatkamol Lata (Taí: เกียรติกมลล่าทา) (conocido también como Tui Tailandia: ตุ้ย) (nacido el 7 de mayo de 1983) es cantante y actor tailandés. Fue ganador surgido de la Academia Temporada Fantasía 3, un famoso reality show en Tailandia. Debido a la popularidad del show, la gente empezó a llamar para apoyar a los concursantes, estaba seguido por el término "AF", y como resultado, Kiatkamol también se hizo conocer como "Tui AF" (tailandés: ตุ้ย AF) o "Tui AF3". (Tailandés: ตุ้ย AF3).

## Biografía
Kiatkamol Lata nació en Bangkok, Tailandia hijo único. Se graduó de la Universidad de Tecnología de Rajamangala Phra Nakhon obteniendo la Licenciatura en Administración de Empresas (Especialidad en Finanzas). Después de su graduación, trabajó en la Fundación para la Promoción de la Salud de Tailandia, donde fue parte del equipo para promover una "lucha contra el alcohol al conducir" campaña que en la que trabajó allí durante tres meses, y luego decidió concursar para la Academia de temporada Fantasia 3. 

## Obras

### Discografía
- 2006: [AF3 Group Album] AF3 School Bus - Single : Aok Huk Mai Wa
- 2007: [AF OST Album] AF The Musical, Ngern Ngern Ngern (Money Money Money) - Single : Yard Pett
- 2007: [Solo Album] Tui : A Rock On Earth
- 2007: [Single] : Rak Tong Som (Title song of Sitcom: Rak Tong Som)
- 2008: [AF OST Album] AF The Musical, JoJo San
- 2009: [Lakorn OST Album] Look Sao Kam Nan Vol. 1-2

### Filmografía
- 2007: [TV Series] Phoo Kong Yod Rak as Paan Namsupaan
- 2007: [Sitcom] Rak Tong Som (2007-2008) (aka. Love Repair) as Chaidan
- 2007: [Sitcom] Raberd Terd Terng as Chang Yai (Aparición única, 1 episodio; Octubre de 2007)
- 2008: [Film] Handle Me With Care as Kwan
- 2008: [TV Series] Tueng Rai Kor Rak as Kasama
- 2008: [TV Series] Botan Gleeb Sood Tai as Ah Long
- 2009: [TV Series] Look Sao Kam Nan as Palad Chaiya
- 2009: [Sitcom] Tevada Satu as Chaiyo (Aparición única, 1 episodio; 3 de mayo de 2009)

### Musicales/Reproducciones
- 2007: AF The Musical : Ngern Ngern Ngern (Money Money Money) , as Kroo Rangsan
- 2008: AF The Musical : Jo Jo San (adapted from Giacomo Puccini's Cio-Cio San aka. Madama Butterfly), as B.F. Pinkerton

### Presentaciones
- 2007: Click Club (True Visions Channel 21)

### Publicidades
- 2006: Presenter Pepsi
- 2006-2007: Presenter Tesco Lotus
- 2006-2007: Brand Ambassador Gillette Vector Plus
- 2006-2007: Brand Ambassador Honda Click Play
- 2008: Presenter True Visions Sim
- 2009: Presenter True Visions Freeview Package
- 2009: Presenter Dr.Taco

## Premios y nominaciones
| Año  | Premio                                                       | Resultados | Categoría                                           | Desde                                                |
| ---- | ------------------------------------------------------------ | ---------- | --------------------------------------------------- | ---------------------------------------------------- |
| 2006 | True Academy Fantasia Season 3                               | Won        | Winner of True Academy Fantasia Season3             | N/A                                                  |
| 2007 | Thailand National Youth Bureau Awards                        | Won        | Best Young Artist Role Model in Filial Son Category | N/A                                                  |
| 2008 | 5th Kom Chad Luek Awards                                     | Won        | Most Popular Male Singer                            | A Rock on Earth (Album)                              |
| 2008 | 3rd Seed Awards                                              | Won        | New Artist of the Year                              | A Rock on Earth (Album)                              |
| 2008 | Virgin Hitz Awards                                           | Won        | Popular Songs of the Year                           | Song "Hai Krai Ma Rak Noi", A Rock on Earth (Album)  |
| 2008 | Virgin Hitz Awards                                           | Nominated  | Most Popular Male Artist                            | A Rock on Earth (Album)                              |
| 2008 | The National Council on Social Welfare of Thailand           | Won        | The Filial Son Award in Artist Category             | N/A                                                  |
| 2008 | TV Pool Tops Award 2007                                      | Nominated  | Most Promising New Actor                            | Phoo Kong Yod Ruk (TV Series)                        |
| 2009 | 18th Thailand National Film Association Awards (Supannahong) | Nominated  | Best Actor                                          | Handle Me With Care                                  |
| 2009 | 17th Bangkok Critics Assembly Awards                         | Nominated  | Best Actor                                          | Handle Me With Care                                  |
| 2009 | 6th Kom Chad Luek Awards                                     | Won        | Best Actor                                          | Handle Me With Care                                  |
| 2009 | 6th Kom Chad Luek Awards                                     | Won        | Most Popular Actor                                  | N/A                                                  |
| 2009 | 6th Starpics Thai Film Awards                                | Nominated  | Best Actor                                          | Handle Me With Care                                  |
| 2009 | 6th Hamburger Magazine Awards                                | Nominated  | Best Actor                                          | Handle Me With Care                                  |
| 2009 | TV Pool Tops Awards 2008                                     | Nominated  | Best Actor                                          | Handle Me With Care                                  |
| 2009 | 6th Chalermthai Awards                                       | Nominated  | Best Actor of the Year                              | Handle Me With Care                                  |
| 2009 | 23rd TV Gold Awards                                          | Nominated  | Best Actor                                          | Rak Tong Som                                         |
| 2009 | 49th Monte Carlo Television Festival Golden Nymph Awards     | Nominated  | Outstanding Actor (Drama)                           | Rak Tong Som; nominated along with Pongsak Pongsuwan |
| 2009 | 7th Star Entertainment Awards                                | Nominated  | Best Actor                                          | Handle Me With Care                                  |